# Estação Porta Furba―Quadraro
Porta Furba―Quadraro é uma estação da Linha A do Metrô de Roma. Foi inaugurada em 1980 e está localizada sob a interseção da Via Tuscolana e o Monte del Grano.